# Billy Vukovich III
William John Vukovich III (Fresno, 31 de agosto de 1963 - Bakersfield, 25 de novembro de 1990), conhecido por Billy Vukovich III ou ainda Bil Vukovich III, foi um piloto automobilístico norte-americano. Descendente de sérvios, era neto de Bill Vukovich, campeão das 500 Milhas de Indianápolis de 1955.
Pela CART (futura Champ Car), disputou sete provas, tendo como melhor resultado um nno lugar na etapa de Pocono, em 1988. Presente em três edições das 500 Milhas de Indianápolis, com um décimo-segundo lugar como sua melhor performance, Vukovich III morreu precocemente em 1990, após sofrer grave acidente no Mesa Marin Raceway, em Bakersfield, válido pelo campeonato de Sprint Car.